# Дом врача Фидлера
Дом врача Фидлера — здание в Алма-Ате, построенное для известного врача города Верного — Льва Николаевича (Лейбы Нейвоховича) Фидлера.

## История
Дом был построен специально для известного врача города Верного — Льва Николаевича Фидлера — основателя семиреченской педиатрии и офтальмологии. В его доме действовала бесплатная глазная лечебница. Имя врача и его деятельность упоминаются на страницах романа Мухтара Ауэзова «Путь Абая».
В 1917 году здание было национализировано. 
В романе Д. А. Фурманова «Мятеж» упоминается, что в здании размещалась областная ЧК Семиречья.
Позднее в советское время, находился первый Республиканский научно-исследовательский институт офтальмологии, были курсы медицинских сестер, а в более поздний период размещался филиал Республиканского медицинского училища.
В 1993 году здание было передано в аренду Монголии для размещения посольства. Здание было перестроено, что изменило его исторический облик.
По состоянию на 2014 год в здании размещается Евразийский банк.

## Архитектура
Дом Фидлера представляет собой образец застройки исторической части города в начале XX века. Здание сложено из брёвен тянь-шанской ели, стены оштукатурены и побелены. Это одноэтажное, квадратное в плане, с кирпичным цоколем строение. Фасад имеет вертикальное членение в виде узких лопаток и горизонтальное — в виде выступающей части цоколя и рустов стен, образованных швами между облицовочными досками. Окна обрамлены штукатурной тягой в форме креста. Карниз простой, прямоугольной формы.

## Статус памятника
10 ноября 2010 года был утверждён новый Государственный список памятников истории и культуры местного значения города Алматы, одновременно с которым все предыдущие решения по этому поводу были признаны утратившими силу. В этом Постановлении был сохранён статус памятника местного значения здания дома врача Фидлера. Границы охранных зон были утверждены в 2014 году.